# 17720 Manuboccuni
17720 Manuboccuni è un asteroide della fascia principale. Scoperto nel 1997, presenta un'orbita caratterizzata da un semiasse maggiore pari a 2,2847221 UA e da un'eccentricità di 0,1261840, inclinata di 6,05950° rispetto all'eclittica.